# Ekstraklasa w piłce nożnej plażowej
Ekstraklasa w piłce nożnej plażowej (znana też jako Ekstraklasa beach soccera) – najwyższa w hierarchii klasa męskich ligowych rozgrywek piłkarskich w Polsce, będąca jednocześnie najwyższym szczeblem centralnym (pierwszy poziom ligowy). Zmagania w jej ramach toczą się cyklicznie (co sezon). Po dwóch turniejach Ekstraklasy, najlepsze osiem zespołów spotyka się w turnieju finałowym Mistrzostw Polski. Najsłabsze dwie drużyny Ekstraklasy relegowane są I ligi.

## Historia
Od sezonu 2012 w polskiej piłce nożnej plażowej uległ zmianie system rozgrywek.
| Rok  | I turniej Ekstraklasy                                                | II turniej Ekstraklasy                                               | Finał Mistrzostw Polski |
| ---- | -------------------------------------------------------------------- | -------------------------------------------------------------------- | ----------------------- |
| 2012 | Gdynia                                                               | Darłówko                                                             | Ustka                   |
| 2013 | Lublin                                                               | Ustka                                                                | Ustka                   |
| 2014 | Puławy                                                               | Gdynia                                                               | Ustka                   |
| 2015 | Gdańsk                                                               | Gdynia                                                               | Ustka                   |
| 2016 | Gdańsk                                                               | Sosnowiec                                                            | Gdynia                  |
| 2017 | Gdańsk                                                               | Sosnowiec                                                            | Kołobrzeg               |
| 2018 | Gdańsk                                                               | Sosnowiec                                                            | Kołobrzeg               |
| 2019 | Gdańsk                                                               | Sosnowiec                                                            | Kołobrzeg               |
| 2020 | Turnieje Ekstraklasy w związku z pandemią COVID-19 zostały odwołane. | Turnieje Ekstraklasy w związku z pandemią COVID-19 zostały odwołane. | Gdańsk                  |
| 2021 | Gdańsk                                                               | Gdańsk                                                               | Gdańsk                  |
| 2022 | Poddębice                                                            | Gliwice                                                              | Gdańsk                  |
| 2023 | Gdańsk                                                               | Gdańsk                                                               | Gdańsk                  |
| 2024 | Gdańsk                                                               | Poddębice                                                            | Gdańsk                  |

## Tabele

### Zwycięzcy turniejów Ekstraklasy
| Sezon | 1. miejsce                                                           | 2. miejsce                                                           | 3. miejsce                                                           |
| ----- | -------------------------------------------------------------------- | -------------------------------------------------------------------- | -------------------------------------------------------------------- |
| 2012  | Grembach Łódź                                                        | Hurtap Mat Łęczyca                                                   | Hotel Continental Krynica Morska                                     |
| 2013  | Hemako Sztutowo                                                      | Grembach Łódź                                                        | Becpak Firtech Zdrowie Garwolin                                      |
| 2014  | Grembach Łódź                                                        | Boca Copacabana Gdańsk                                               | KP Łódź                                                              |
| 2015  | Grembach Łódź                                                        | KP Łódź                                                              | Hemako Sztutowo                                                      |
| 2016  | Omida Hemako Sztutowo                                                | Grembach Łódź                                                        | KP Łódź                                                              |
| 2017  | KP Łódź                                                              | Boca Gdańsk                                                          | Grembach Łódź                                                        |
| 2018  | KP Łódź                                                              | Hemako Sztutowo                                                      | Boca Gdańsk                                                          |
| 2019  | Tonio Team Sosnowiec                                                 | KP Łódź                                                              | BSCC Łódź                                                            |
| 2020  | Turnieje Ekstraklasy w związku z pandemią COVID-19 zostały odwołane. | Turnieje Ekstraklasy w związku z pandemią COVID-19 zostały odwołane. | Turnieje Ekstraklasy w związku z pandemią COVID-19 zostały odwołane. |
| 2021  | KP Łódź                                                              | Boca Gdańsk                                                          | Hemako Sztutowo                                                      |
| 2022  | KP Łódź                                                              | FC10 Zgierz                                                          | Dragon Bojano                                                        |
| 2023  | KP Łódź                                                              | MOSiR Michałowo                                                      | SAP & Dragon Bojano                                                  |

### Podium Mistrzostw Polski
| Sezon | Mistrz          | Wicemistrz         | 3. miejsce                       |
| ----- | --------------- | ------------------ | -------------------------------- |
| 2012  | Grembach Łódź   | Hurtap Mat Łęczyca | Hotel Continental Krynica Morska |
| 2013  | Grembach Łódź   | Hemako Sztutowo    | Becpak Firtech Zdrowie Garwolin  |
| 2014  | KP Łódź         | Hemako Sztutowo    | Grembach Łódź                    |
| 2015  | Grembach Łódź   | Hemako Sztutowo    | Boca Gdańsk                      |
| 2016  | Grembach Łódź   | KP Łódź            | Futsal & Beach Soccer Kolbudy    |
| 2017  | KP Łódź         | Grembach Łódź      | Boca Gdańsk                      |
| 2018  | Hemako Sztutowo | Boca Gdańsk        | KP Łódź                          |
| 2019  | KP Łódź         | Boca Gdańsk        | Silesia C10 Zgierz               |
| 2020  | Boca Gdańsk     | FC 10 Zgierz       | KP Łódź                          |
| 2021  | Boca Gdańsk     | KP Łódź            | Futsal & Beach Soccer Kolbudy    |
| 2022  | FC10 Zgierz     | KP Łódź            | Hemako Sztutowo                  |
| 2023  | FC10 Zgierz     | KP Łódź            | MOSiR Michałowo                  |

## Tabela wszech czasów turniejów Ekstraklasy
Stan po II turniejach Ekstraklasy 2022.
| Lp. | Nazwa drużyny                   | Sez. | Tyt. lig. | M  | Pkt | Z  | Z pd. | Z rz.k. | P  | B+  | B–  | +/–  | Lata gry              |
| --- | ------------------------------- | ---- | --------- | -- | --- | -- | ----- | ------- | -- | --- | --- | ---- | --------------------- |
| 1.  | KP Łódź                         | 8    | 4         | 63 | 154 | 49 | 3     | 1       | 10 | 354 | 186 | +168 | 2014-                 |
| 2.  | Hemako Sztutowo                 | 10   | 2         | 75 | 135 | 42 | 3     | 3       | 27 | 306 | 273 | +33  | 2012-                 |
| 3.  | Boca Gdańsk                     | 9    | 0         | 69 | 115 | 36 | 2     | 3       | 28 | 307 | 266 | +41  | 2013-                 |
| 4.  | Futsal & Beach Soccer Kolbudy   | 10   | 0         | 75 | 103 | 30 | 5     | 3       | 35 | 345 | 287 | +48  | 2012-                 |
| 5.  | Grembach Łódź                   | 6    | 3         | 39 | 93  | 30 | 0     | 3       | 6  | 215 | 104 | +111 | 2012-2017             |
| 6.  | FC10 Zgierz                     | 4    | 0         | 36 | 52  | 17 | 0     | 1       | 18 | 171 | 152 | +19  | 2018-                 |
| 7.  | Zdrowie Garwolin                | 8    | 0         | 60 | 49  | 14 | 1     | 5       | 40 | 252 | 335 | -83  | 2013-2018, 2021-      |
| 8.  | Tonio Team Sosnowiec            | 5    | 1         | 39 | 48  | 15 | 1     | 1       | 22 | 139 | 164 | -25  | 2015-2019             |
| 9.  | Team Słupsk                     | 8    | 0         | 57 | 48  | 14 | 3     | 0       | 39 | 202 | 292 | -90  | 2012-2019             |
| 10. | Dragon Bojano                   | 5    | 0         | 34 | 28  | 9  | 0     | 1       | 29 | 151 | 233 | -82  | 2012-2013, 2019-      |
| 11. | SAN AZS Łódź                    | 2    | 0         | 18 | 25  | 8  | 0     | 1       | 9  | 63  | 75  | -12  | 2017-2018             |
| 12. | UKS Milenium Gliwice            | 2    | 0         | 18 | 22  | 6  | 1     | 2       | 8  | 81  | 85  | -4   | 2021-                 |
| 16. | Rapid Lublin                    | 5    | 0         | 36 | 19  | 6  | 0     | 1       | 29 | 114 | 147 | -33  | 2012-2014, 2017, 2021 |
| 14. | BSCC Łódź                       | 1    | 0         | 9  | 18  | 6  | 0     | 0       | 3  | 39  | 36  | +3   | 2019                  |
| 15. | Pro-Fart Jeżów                  | 3    | 0         | 27 | 15  | 5  | 0     | 0       | 22 | 89  | 162 | -73  | 2018-2021             |
| 16. | Hurtap Łęczyca                  | 1    | 0         | 6  | 12  | 4  | 0     | 0       | 2  | 36  | 24  | +12  | 2012                  |
| 17. | ETA Zagłębie Dąbrowa Górnicza   | 1    | 0         | 6  | 11  | 3  | 1     | 0       | 2  | 20  | 17  | +3   | 2012                  |
| 18. | Zgoda Chodecz Beach Soccer Team | 1    | 0         | 9  | 9   | 3  | 0     | 0       | 6  | 31  | 56  | -25  | 2022                  |
| 19. | Termy Poddębice                 | 1    | 0         | 9  | 9   | 3  | 0     | 0       | 6  | 32  | 44  | -12  | 2022                  |
| 20. | MOSiR Michałowo                 | 1    | 0         | 0  | 0   | 0  | 0     | 0       | 0  | 0   | 0   | 0    | 2023-                 |
| 20. | Włókniarz Pabianice             | 1    | 0         | 0  | 0   | 0  | 0     | 0       | 0  | 0   | 0   | 0    | 2023-                 |

Legenda:

    uczestnicy Ekstraklasy sezonu 2023

    kluby nieposiadające obecnie sekcji piłki plażowej mężczyzn seniorów

### Objaśnienia
1. Przy równej liczbie punktów o kolejności decyduje lepsza różnica bramek, następnie większa liczba goli zdobytych.
2. Nie uwzględniono w tabeli meczów turniejów finałowych.
3. Nie uwzględniono w tabeli meczów turniejów barażowych.

## Kluby według miast
| - 4 kluby - Łódź: BSCC, Grembach, KP, SAN AZS - 2 kluby - Kolbudy: FBS, Drink Team - 1 klub - Białystok: Jagiellonia - Bojano: Dragon - Chodecz: Zgoda - Dąbrowa Górnicza: ETA Zagłębie - Garwolin: Zdrowie - Gdańsk: Boca - Gliwice: UKS Milenium - Głowno: Pro-Fart - Lublin: Rapid - Łęczyca: Hurtap - Pabianice: Włókniarz - Poddębice: Termy - Słupsk: Team - Sosnowiec: Tonio Team - Sztutowo: Hemako - Zgierz: FC10 |